# Раймаккерс, Фелиссимус Альфонс
Фелиссимус Альфонс Раймаккерс (нидерл. Felicissimus Alphonse Raeymaeckers OFMCap; 10 июля 1915, Бельгия — 24 июня 1978, Лахор, Пакистан) — католический прелат, ординарий епархии Лахора, член монашеского ордена капуцинов.

## Биография
Фелиссимус Альфонс Раймаккерс родился 10 июля 1915 года в Бельгии. После средней школы поступил во францисканский монастырь. После получения богословского образования Фелиссимус Альфонс Раймаккерс был рукоположён 3 июня 1939 года в священника.
5 августа 1963 года Римский папа Павел VI назначил Фелиссимуса Альфонса Раймаккерса титулярным епископом Аперли и вспомогательным епископом епархии Лахора. 20 октября 1963 года был рукоположён в епископа.
В 1964 года участвовал в работе III и IV сессиях II Ватиканского собора.
12 марта 1967 года был назначен епископом Лахора.
10 июля 1975 года Фелиссимус Альфонс Раймаккерс ушёл на пенсию.